# Pulung (plaats)
Pulung is een bestuurslaag in het regentschap Ponorogo van de provincie Oost-Java, Indonesië. Pulung telt 4221 inwoners (volkstelling 2010).